# Dichotomius fissiceps
Dichotomius fissiceps là một loài bọ cánh cứng trong họ Bọ hung (Scarabaeidae).